# تشارلز جوزيف
تشارلز جوزيف (بالإنجليزية: Charles Deems)‏ هو كاتب أمريكي، ولد في 4 ديسمبر 1820 في بالتيمور في الولايات المتحدة، وتوفي في 18 نوفمبر 1893.